# أبو تيج (مركز)
مركز أبو تيج، مركز إداري مصري. يقع في محافظة أسيوط الواقعة في جمهورية مصر العربية. القاعدة الإدارية للمركز هي مدينة أبو تيج.

## أنظر أيضا
- حديقة حيوان أبو تيج
- محور أبو تيج